# Jules Barbey d'Aurevilly
Jules Amédée Barbey d’Aurevilly (2. listopad 1808 Saint-Sauveur-le-Vicomte, Normandie, Francie – 23. duben 1889 Paříž) byl francouzský spisovatel, básník, žurnalista a kritik.

## Život
Pocházel z normandské šlechtické rodiny, jeho rodiči byli Théophile d'Aurevilly (1785–1868) a Ernestine roz. Ango (1787–1858). 
Studoval na Collège Stanislas v Paříži a v letech 1829–1833 práva na univerzitě v Caen. Po prvotních sympatiích s republikány (období červencové revoluce 1830) přešel ke krajně pravicovému monarchismu a katolicismu. Během studií v Paříži se seznámil s básníkem Mauricem de Guérin. Od roku 1833 se usadil v Paříži a psal kritiky do royalistických novin.

## Dílo
Jeho dílo je spolu s dílem Augusta Villiers de l'Isle Adam považováno za spojovací článek mezi romantismem na jedné straně a dekadencí a symbolismem na straně druhé.
Jeho romány a povídky jsou často situovány do rodné Normandie. Popisuje stav společnosti za revoluce a po ní a kritizuje i úpadek mravů kněží a šlechty. Ačkoli se sám označoval za nepřítele naturalismu, jeho práce jsou realismem a naturalismem zásadně ovlivněny. Dalším paradoxem jeho díla je, že – ač katolík a royalista – byl konzervativními kruhy odmítán a některá jeho díla byla na církevním seznamu zakázaných knih.
Ve svých kritických soudech a názorech uplatňoval nejpřísnější kritéria a často se uchyloval až k nesnášenlivým útokům (v tom byl předchůdcem např. Léona Bloye a dalších katolických novinářů). V raném období byl také teoretikem dandysmu a napsal esej o G. Brummellovi.

## Spisy

### Próza
- Le Cachet d’Onyx, napsáno 1831
- Léa, 1832
- L’Amour impossible, 1841 (Nemožná láska, česky 1926)
- La Bague d’Annibal, 1842
- Le Dessous de cartes d’une partie de whist, 1850 (Rub karet whistové partie, později připojeno k Ďábelským novelám)
- Une Vieille Maîtresse, 1851 (Stará milenka, česky 1923)
- L’Ensorcelée, 1852 (Očarovaná, česky 1916)
- Le Chevalier Des Touches, 1863 (Rytíř des Touches, česky 1923, 1974, 1986)
- Un Prêtre marié, 1864 (Ženatý kněz, česky 1906, 1921, 1930)
- Le Plus Bel Amour de Don Juan, 1867 (Nejkrásnější láska Dona Juana, později připojeno k Ďábelským novelám)

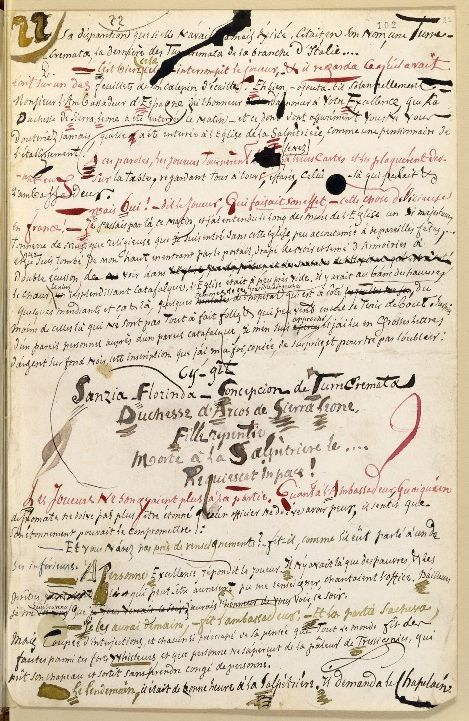
Ukázka rukopisu Ďábelských novel

- Les Diaboliques, 1874 (Ďábelské novely, česky 1908, 1910, 1920, 1928, 1969, některá vydání též pod názvem Hostina Atheistova)
- Une Histoire sans nom, 1882 (Bezejmenný příběh, česky 1909, 1926)
- Une Page d’histoire, 1882 (sous le titre Retour de Valognes. Un poème inédit de Lord Byron), 1886
- Ce qui ne meurt pas, 1883

### Básně
- Ode aux Héros des Thermopyles, 1825
- Poussières, 1854
- Amaïdée, 1889
- Rhythmes oubliés, 1897 (Zapomenuté rytmy, česky 1913, 1926)

### Eseje a kritika
- Du Dandysme et de Georges Brummel, 1845 (O dandysmu a Georgesi Brummelovi, česky 1912, 1997)
- Les Prophètes du passé, 1851
- Les Œuvres et les hommes 1860–1909 (Díla a lidé – souborné vydání kritik)
- Les quarante médaillons de l'Académie, 1864
- Les ridicules du temps, 1883
- Le Théâtre Contemporain 1866-1870, 3 díly, vyšlo 1887–1888 – divadelní kritiky z let 1866–1870
- Pensées détachées, Fragments sur les femmes, 1889
- Polémiques d'hier, 1889
- Dernières Polémiques, 1891
- Goethe et Diderot, 1913

### Paměti a korespondence
- Correspondance générale (1824–1888), souborné vydání korespondence, 9 dílů (1980–1989)
- Memoranda, Journal intime 1836–1864, deník

## České překlady (výběr)
- Rub karet whistové partie – in: 1000 nejkrásnějších novel... č. 46, úvod František Sekanina, přeložil Josef Marek, s. 5–55. Praha: J. R. Vilímek, 1913
- Ďábelské novely, překlad Oskar Reindl, Praha, Odeon, 1969
- Rytíř des Touchess, překlad Dagmar a František X. Halasovi, Praha, Odeon, 1986
- Hostina atheistova podle vydání z roku 1908, překlad František Šedivec, Olomouc, Votobia, 1995, ISBN 80-85885-47-6
- O dandysmu a Georgi Brummellovi, překlad Catherine Křičková; verše Jiří Našinec, Praha, Volvox Globator, 1996, ISBN 80-7207-044-4
- Listy Trebutienovi, překlad Bohuslav Reynek, Olomouc, Votobia, 1996, ISBN 80-7198-052-8
- Tři Ďábelské novely, překlad Oskar Reindl, Praha, Slovart, 1998, ISBN 80-7209-056-9 (výběr povídek: Nejkrásnější láska Dona Juana, Rub karet whistové partie, Pomsta ženy)

#### Dostupné na internetu
- Ženatý kněz: román – přeložil Arnošt Procházka. Praha: Hugo Kosterka, 1906?[1] — Praha: Ladislav Kuncíř, 1921[2]
- Karmazínová záclona – přeložil Josef Marek. Praha: Alois Hynek, 190-[3]
- Nejkrásnější láska Dona Juana. Štěstí v zločinu. Ženina pomsta – přeložil Josef Marek. Praha: Kamilla Neumannová, 1910?[4]
- O dandysmu a Jiřím Brummellovi: předchůdce Dandyů – přeložil Jan Mrazík. Praha: Arnold Kličník, 1912[5]
- Zapomenuté rytmy – přeložil Kamil Fiala. Praha: Člun, 1913[6]
- Očarovaná: román – přeložil Josef Florian. Stará Říše: A. L. Stříž, 1915[7]
- Ďábelské – přeložil Josef R. Marek. Praha: Staša Jílovská, 1920[8]
- Rytíř des Touches: román – přeložil J. R. Marek. Praha: L. Kuncíř 1923[9]
- Stará milenka – přeložil Josef Florian. Stará Říše: Marta Florianová, 1923[10]